# Iglesia del convento de la Purísima (Albaida)
La iglesia del convento de la Purísima es un templo católico situado en la plaza del Convento, en el municipio de Albaida (Valencia). Es Bien de Relevancia Local con identificador número 46.24.006-009.

## Historia
El convento de la Purísima fue fundado en 1598 sobre parte del antiguo huerto señorial del Real. Se edificó en estilo gótico valenciano. Su iglesia es un templo conventual de estilo rústico franciscano, con influencias de los inicios del barroco. Se edificó entre 1615 y 1622, si bien se le realizaron posteriores transformaciones, entre las que destaca la ampliación y renovación de la iglesia durante el siglo XVIII, que le dio su aspecto actual.
A inicios del siglo XXI el templo sigue usándose para el culto.

## Descripción
A inicios del siglo XXI solo se conserva la iglesia, la sacristía y la sala capitular. La iglesia tiene una nave central y dos laterales con capillas. La fachada blanqueada tiene tres alturas. Adosadas al lado derecho de la iglesia se encuentran varias estancias de diferentes alturas, con pequeñas ventanas de ladrillo macizo y rejas de hierro forjado.
La fachada principal se estructura en tres niveles. En ella se abre la puerta principal de acceso, la cual está adovelada, simulando sillares. A ambos lados de la puerta encontramos dos óculos que facilitan la iluminación del interior del templo. En el nivel central de la fachada se encuentran tres paneles cerámicos devocionales distribuidos simétricamente. Uno de ellos representa la escena de la bendición de San Francisco de Asís. A la izquierda de la fachada, se encuentra la cruz que se saca en procesión en Semana Santa.